# Audrey Bergot
Audrey Bergot (1 februari 1985) is een tennisspeelster uit Frankrijk. Ze begon op zesjarige leeftijd met tennis. In 2006 won ze het ITF-toernooi van Limoges bij het damesenkelspel.